# The Day They Shot a Hole in the Jesus Egg
The Day They Shot a Hole in the Jesus Egg (sottotitolato The Priest Driven Ambulance Album, Demos, and Outtakes, 1989-1991) è un album discografico di raccolta del gruppo rock The Flaming Lips, pubblicato nel 2002.

## Tracce
CD 1 (In a Priest Driven Ambulance)
1. Shine On Sweet Jesus - Jesus Song No.5 – 4:27
2. Unconsciously Screamin' – 3:52
3. Rainin' Babies – 4:28
4. Take Meta Mars – 3:13
5. Five Stop Mother Superior Rain – 6:19
6. Stand In Line – 4:36
7. God Walks Among Us Now - Jesus Song No.6 – 4:53
8. There You Are - Jesus Song No.7 – 4:31
9. Mountain Side – 6:36
10. (What A) Wonderful World – 3:41

CD 2 (The Mushroom Tapes)
1. Take Meta Mars – 2:45
2. Mountain Side – 3:14
3. There You Are - Jesus Song No.7 – 3:41
4. Five Stop Mother Superior Rain – 3:05
5. Rainin' Babies – 2:30
6. Unconsciously Screamin' – 3:18
7. Stand In Line – 4:13
8. God's a Wheeler Dealer – 2:43
9. Agonizing – 3:26
10. One Shot – 2:52
11. Cold Day – 2:44
12. Jam – 1:07